# Paruline à collier
Setophaga americana
Espèce
Statut de conservation UICN

 LC  : Préoccupation mineure
La Paruline à collier (Setophaga americana, anciennement Parula americana) est une espèce de passereaux appartenant à la famille des Parulidae.

## Répartition

zone de nidification
zone d'hivernage

La Paruline à collier est migratrice. Elle hiverne dans le sud de la Floride, le nord de l'Amérique centrale, les Antilles et la plupart des Petites Antilles. Cette espèce est un vagabond très rare en Europe occidentale. 

La Paruline à collier est encore un nicheur commun dans la majeure partie de l'est de l'Amérique du Nord. Cependant, on ne la retrouve plus dans plusieurs régions qui étaient probablement autrefois des aires de reproduction. Elle a disparu, en tant qu'espèce reproductrice, d'une grande partie du Midwest ainsi que de nombreuses régions du Massachusetts, du New Jersey, du Connecticut, de l'état de New York, du Rhode Island et du Vermont. Des changements dans l'habitat ou l'augmentation de la pollution de l'air ont limité la croissance des épiphytes sur les arbres dont dépendait la paruline pour la nidification sont amenés comme explication. La coupe à blanc et l'assèchement des tourbières ont considérablement réduit la quantité d'habitat convenable dans l'est de l'Amérique du Nord. 

## Habitat
La paruline à collier habite divers habitats selon la saison et l'emplacement. Elle est principalement forestière. Les populations reproductrices du nord et du sud sélectionnent des habitats différents. L'abondance de cette espèce s'est avérée positivement corrélée à l'augmentation de la diversité des espèces d'arbres, de la hauteur de la canopée et du pourcentage de couverture de la canopée. Les populations du nord se reproduisent dans les forêts humides de conifères matures. 
Elle construit ses nids pendulaires dans la végétation suspendue et est donc souvent attirée par les touffes suspendues de mousse ou de brindilles de conifères qui sont plus abondantes dans les tourbières humides d'épinettes ou les marécages de pruches. 
Les populations du sud se reproduisent dans les forêts humides matures des basses terres où la mousse espagnole est répandue. En dehors de la saison de reproduction, pendant la migration et l'hiver, la paruline à collier peut être trouvée dans une grande variété d'habitats. Ces habitats peuvent inclure : les pâturages; forêts humides, sèches ou humides; et des champs agricoles ou des plantations.